# Agriș
Agriș es un municipio situado en la provincia rumana del distrito de Satu Mare en la región de Transilvania. El municipio tiene una superficie de 30 kilómetros cuadrados y su población era de 1.739 habitantes según el censo de 2007.
- Datos: Q5063878
- Multimedia: Agriș commune, Satu Mare / Q5063878

1. ↑  Worldpostalcodes.org,código postal n.º 447066.